# خانم قراءت الشيرازية
خانم قراءت الشيرازيّة (ت. 1341 هـ / 1923 م) هي عالمة وشاعرة، من أهل شيراز.
ولدت في مدينة شيراز في القرن التاسع عشر الميلادي، تتلمذت عند الميرزا إبراهيم المحلاّتي، والميرزا هداية الله الشيرازي، ثم انتقلت إلى كربلاء لتكملة دراستها. كانت تلقب بـ «درة العلماء»، كما لقبت نفسها باسم «حزينة». توفيت بكربلاء. نظمت الشعر باللغتين العربية والفارسية، ولها ديوان شعر طبع في إيران سنة 1332 هـ / 1913 م.
و من شعرها:
و قالت أيضا: